# Ламонт, Мишель
Мишель Ламонт (Michèle Lamont; род. 15 декабря 1957, Торонто) — канадско-американский социолог, пионер культурной и сравнительной социологии. Доктор, именной профессор Гарварда. Член Королевского общества Канады, Британской академии и Американского философского общества (2024). Лауреат премий Гутенберга (2014), Эразма (2017), Кохли по социологии (2024).

## Биография
Выросла в Квебеке, изучала политическую теорию в Университете Оттавы. Получила докторскую степень по социологии в Парижском университете в 1983 году, училась у Пьера Бурдье. Являлась постдоком в Стэнфорде (для чего перебралась в США в возрасте 25 лет), затем работала в Техасском университете в Остине (1985—1987) и Принстоне (1987—2002). С 2003 году — в Гарварде. Член Американской академии искусств и наук.
108-й президент American Sociological Association (2016—2017).
Почётный доктор шести стран.
Публиковалась в American Sociological Review, American Journal of Sociology, Annual Review of Sociology, Human Nature Behavior.
Трое детей.

## Книги
- Money, Morals and Manners: the Culture of the French and the American Upper-Middle Class (1992)
- The Dignity of Working Men: Morality and the Boundaries of Race, Class, and Immigration (2000)
- How Professors Think: Inside the Curious World of Academic Judgement (2009)
- Getting Respect: Responding to Stigma and Discrimination in the Us, Brazil and Israel (в соавторстве, 2016)
- Seeing Others: How Recognition Works and How It Can Heal a Divided World (Simon and Schuster (US) and Penguin Random House (UK), 2023)